# Ischaemum pubescens
Ischaemum pubescens är en gräsart som beskrevs av Elmer Drew Merrill. Ischaemum pubescens ingår i släktet Ischaemum och familjen gräs. Inga underarter finns listade i Catalogue of Life.